# Загидов, Загид Асмалавович
Загид Асмалавович Загидов (род. 25 мая 1961, с. Кегер Гунибского района Дагестанской АССР) — подполковник милиции, Герой Российской Федерации (1999). Командир Отряда милиции особого назначения при МВД Республики Дагестан.

## Биография
Родился 25 мая 1961 года в селе Кегер Гунибского района Дагестанской АССР. Окончил среднюю школу.
В 1979—1981 годах проходил срочную службу в воздушно-десантных войсках Советской Армии, в 1980 году воевал в Афганистане.
После увольнения в запас и возвращения на родину в 1981 году поступил на службу рядовым милиционером в органы Министерства внутренних дел СССР. Затем направляется на учебу в Астраханскую специальную среднюю школу милиции МВД СССР, на базе которой и основано ныне существующее суворовское училище. В 1985 году Загид Асмалавович заканчивает АССШМ МВД России.
Принимал участие по захвату террористов, захвативших в 1994 году заложников и вертолет в Минеральных Водах, в январе 1996 года участвовал в спецоперации в селе Первомайское против банды С.Радуева.
В 1999 году назначен командиром Отряда милиции особого назначения МВД Республики Дагестан. В первые дни вторжения боевиков сводный батальон ОМОНа под командованием Загидова прибыл в зону боевых действий в Цумадинский район. С 2 августа отряд оборонял дорогу к райцентру в ущелье Эчеда, участвовал в боях за освобождение села Гидата, в которых было уничтожено до 50 боевиков и подбит один автомобиль с боеприпасами и вооружением. В второй половине августа отряд переброшен в Ботлихский район и принял участие в операции по спасению окруженной на горе Чабан разведгруппы внутренних войск.
При штурме села Карамахи 10 сентября 1999 года ОМОН внезапной атакой разблокировал окружённые боевиками подразделения внутренних войск, обратив неприятеля в бегство. В том бою уничтожено 5 минометов с расчетами, 12 боевиков, захвачены три опорных пункта противника, была освобождена значительная часть села.
Указом Президента Российской Федерации № 1344 от 5 октября 1999 года «За мужество и героизм, проявленные при выполнении специального задания в „Кадарской зоне“ Буйнакского района Республики Дагестан» командиру отдельного специального батальона МВД Республики Дагестан подполковнику милиции Загидову Загиду Асмалавовичу присвоено звание Героя Российской Федерации.
Командовал Дагестанским ОМОНом до 2004 года. 16 мая 2005 года в операции по уничтожению террористов в Кизилюрте Загидов получил пулевое ранение в грудь, перенес несколько операций, и остался жив. В мае 2007 года полковник милиции Загидов уволен в запас. Активно занимается общественной деятельностью.

## Награды
- Медаль «Золотая Звезда» (Россия) (1999),
- Орден Мужества (08.03.2007),
- Орден «За личное мужество» (09.11.1993),
- Орден «За заслуги перед Республикой Дагестан» (2024),
- Медаль «За безупречную службу» 3-й степени,
- Медаль «За боевые заслуги»,
- Медаль  ордена «За заслуги перед Отечеством» 2-й степени,
- Заслуженный работник правоохранительных органов Республики Дагестан[4],
- Кавалер Золотого Почётного знака «Общественное признание» (2000)[5].